# Rune Temte
Rune Temte est un acteur norvégien né le 29 septembre 1965 à Solbergelva.

## Filmographie

### Acteur

#### Cinéma
- 1988 : Brun bitter : un gardien
- 1996 : Markus og Diana : Florian Simps
- 1996 : Hustruer III : un policier
- 1997 : Mendel : un pompier
- 2003 : Fia og klovnene : Torgeir
- 2005 : Touched : l'homme
- 2005 : Cargo : H
- 2005 : Elsk meg i morgen : Kungen
- 2006 : Klippan i livet : Halvard
- 2007 : Switch : un assistant
- 2009 : Ulykken : Jonas
- 2012 : John Falk: Organizatsija Karayan : Byggledare Piotr
- 2014 : Sludd : un collègue
- 2015 : Eddie the Eagle : Bjørn le coach norvégien
- 2017 : Gjengangere : Johan
- 2018 : Hevi reissu : Frank Massegrav
- 2019 : Captain Marvel : Bron-Char
- 2021 : Vildmænd: Henrik
- 2021 : Civil Twilight : Jim
- 2021 : Un garçon nommé Noël (A Boy Called Christmas) de Gil Kenan : Anders

#### Télévision
- 1994 : Vestavind (1 épisode)
- 1995 : One for the Road : Ola (1 épisode)
- 1998 : Nini : Bent (1 épisode)
- 2004-2005 : Skolen : l’électricien (2 épisodes)
- 2006 : Jul i Svingen : Faren til Børre (1 épisode)
- 2008 : Der Kommissar und das Meer : Ingmar (1 épisode)
- 2014 : TRIO: Odins Gull : le coach de Vinstra (1 épisode)
- 2014 : Tatort : le capitaine du bateau de containers (1 épisode)
- 2014 : Lilyhammer : Handyman (1 épisode)
- 2015 : Hotel Cæsar : Karl Ramstad (2 épisode)
- 2015 : The Last Kingdom : Ubba (4 épisodes)
- 2016 : The Teach : Kontrahenta Szwedzkiego (2 épisodes)
- 2017 : Torpederna : Frank (6 épisodes)
- 2017 : Berlin Station : le propriétaire (1 épisode)
- 2017-2018 : Fortitude : Lars Ulvinaune (10 épisodes)
- 2018 : Neste Sommer : Krystvakten (1 épisode)
- 2019 : Les Enfants courage : Oncle Arne (1 épisode)
- 2020 : The Machinery : Magnus (7 épisodes)
- 2020 : Rig 45 : Aksel (6 épisodes)
- 2024 : Bandits, bandits : Bittelig (Rôle principal)